# Xorides strandi
Xorides strandi är en stekelart som först beskrevs av Clement 1938.  Xorides strandi ingår i släktet Xorides, och familjen brokparasitsteklar. Inga underarter finns listade.